# Šťavel růžkatý
Šťavel růžkatý (Oxalis corniculata) je druh poléhavé plevelné rostliny z rodu šťavel. Je považován za neofyt, který připutoval do České republiky z oblastí okolo Středozemního moře.

## Výskyt
Druh je původním v subtropech a tropech Asie a Afriky odkud přicestoval nejdříve do Středomoří. V současnosti je v Evropě rozšířen od jihu po Britské ostrovy a Skandinávii, na východě zasahuje po Ukrajinu. Dostal se i do Severní Ameriky, kde také zdomácněl. V severní části střední Evropy je poměrně vzácný a vyskytuje se pouze nárazovitě, v jižní části je hojnější a místy tam i zdomácněl.
V Česku je zastoupen řídce, trvalé roste v klimaticky teplých oblastech, od nížin po pahorkatiny. Ve vyšších polohách, kam se nejčastěji dostává se zeminou, se objevuje jen přechodně. Vyskytuje se převážně v lokalitách antropogenního charakteru, ve volné přírodě se prozatím příliš nešíří. Obvykle roste v zahradách, parcích, sklenících, na rumištích i u cest a chodníků. Nalezneme ho na humózních půdách suchých až mírně vlhkých, písčitých i hlinitých a hlavně dobře zásobených minerály.

## Popis

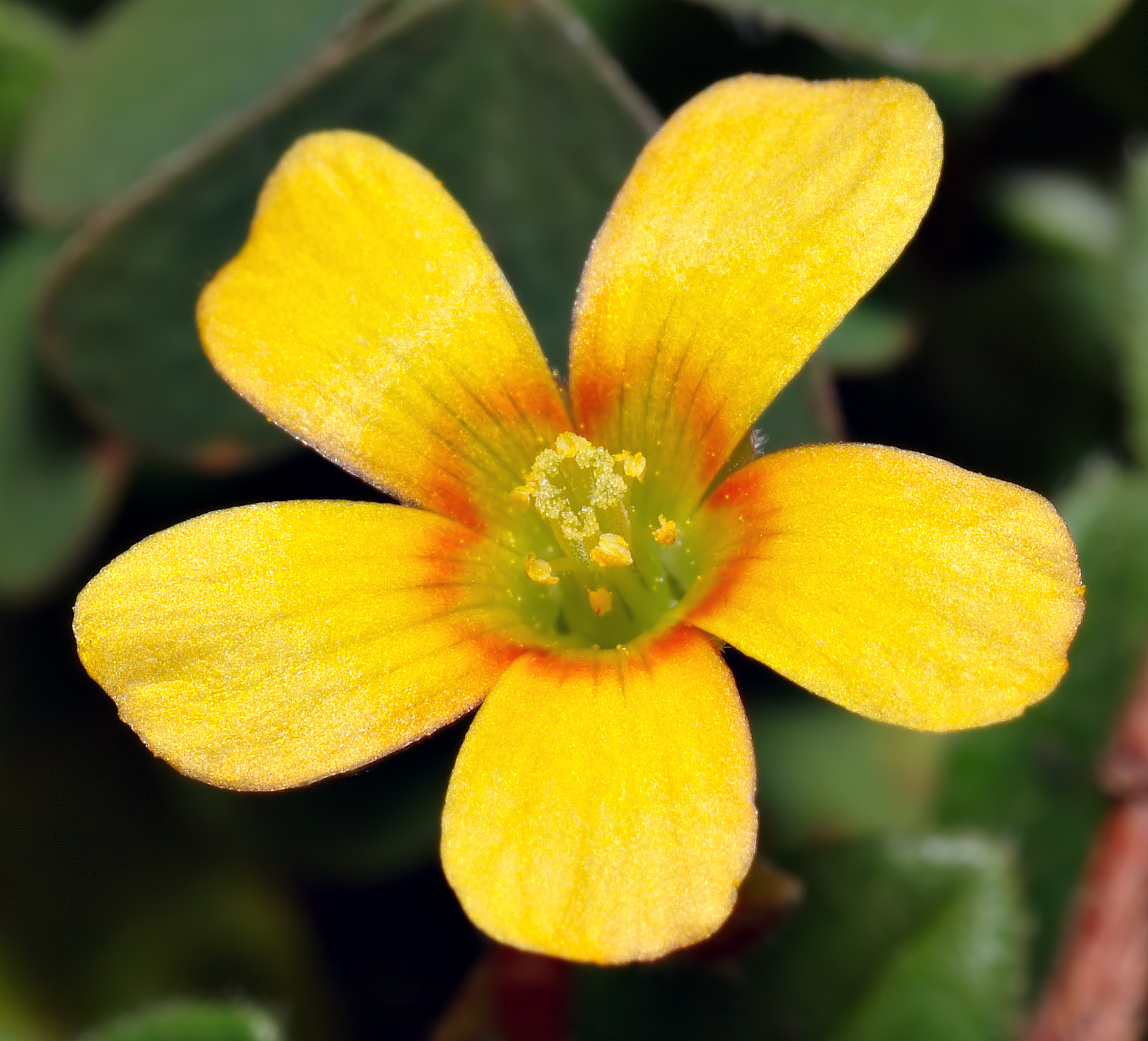
Květ

Jednoletá, dvouletá i víceletá, šedavě zeleně zbarvená rostlina, která bývá vysoká 5 až 10 cm. Obvykle větvené, v uzlinách kořenící lodyhy jsou hustě chlupaté, poléhavé a na koncích vystoupavé. Lodyhy, které bývají až 25 cm dlouhé a 1 mm tlusté, vyrůstají z hrubého nevětveného kořene a jsou porostlé trojčetnými, tmavě až fialově zeleně zbarvenými listy. K jejich řapíkům, 2 až 8 cm dlouhým, jsou téměř po celé délce přirostlé chlupaté palisty. Jednotlivé lístky, 8 až 20 mm dlouhé a 10 až 20 mm široké, jsou obsrdčité, na vrcholu asi do šestiny až třetiny vykrojené a po obvodě brvité.
Květenství vyrůstající v paždí listů jsou tvořena dvěma až sedmi drobnými, oboupohlavnými, pětičetnými květy se vzpřímenými, 1 až 6 cm dlouhými stopkami a kopinatými listeny. Vejčité kališní lístky jsou chlupaté a na koncích zašpičatělé. Podlouhle obvejčité korunní lístky jsou na vrcholu zaokrouhlené nebo uťaté a při bázi srostlé, mají zlatožlutou barvu a bývají 5 až 10 mm dlouhé (dvojnásobně než kališní). Rostliny kvetou od května do září, opyluje je hmyz a jsou považovány za medonosné.
Plody jsou na svěšených stopkách pětihranné, elipsoidní až podlouhle vejčité tobolky s několika špičatými růžky (po nich má rostlina druhové jméno "růžkatý"). Tobolky jsou 12 až 25 mm dlouhé, 2 až 3 mm tlusté, šedivě zbarvené a chlupaté. Obsahují elipsoidní až vejčitá, ze stran zploštělá, na vrcholu špičatá, příčně žebrovatá semena. Ta bývají dlouhá 1 až 1,5 mm a široká asi 1 mm a jsou hnědě až červeno hnědě zbarvená.

## Rozmnožování
Šťavel růžkatý se rozmnožuje převážně generativně semeny, která jsou po dozrání vymršťována z tobolek do vzdálenosti několika desítek centimetrů. Na jedné rostlině dozraje až několik stovek semen. Ta jsou lepkavá a snadno se přilepují na okolní předměty nebo živočichy. Jsou také snadno odnášena větrem a splavována vodou. Klíčí po celé vegetační období.
Vegetativně se druh rozmnožuje kořenujícími poléhavými lodyhami. V mírné zimě dokáže rostlina přezimovat a pak rozkvétá velmi záhy, již v dubnu.

## Význam
Šťavel růžkatý je hodnocen jako plevelná rostlina, která se ve středoevropských podmínkách na orné půdě vyskytuje jen řídce. Zapleveluje však zahradnické provozovny, kde se velmi dobře šíří s půdou i rostlinnou sadbou; nejvíce mu tam prospívá kyprá, živinami zásobená a pravidelně zavlažovaná půda.

## Taxonomie
V české přírodě se šťavel růžkatý vyskytuje ve dvou morfotypech, které jsou hodnoceny jako variety:
- šťavel růžkatý pravý (Oxalis corniculata L. var. corniculata)
- šťavel růžkatý plazivý (Oxalis corniculata L. var. repens) (Thunb.) Zucc., - ten se od nominátní variety odlišuje křehčími poléhavými a po celé délce kořenujícími lodyhami a tenčími lístky.[2][6]